# Золоте дитя

## Історія створення
Ернст Невідомий задумав скульптурну композицію «Золоте дитя» з нагоди відзначення 200-річчя міста Одеса. Ще 1944 року скульптор бійцем Червоної армії побував у незадовго до цього звільненій Одесі. Його вразили розруха у місті, але фортеця незламного духу одеситів, що минули через два з половиною роки окупації. Цей контраст запам'ятався майбутньому скульпторові. Задумана композиція випадала із традиційної стилістики автора — трагічної, напруженої та динамічної. Скульптура дитини — ніжна, м'яка, округла, але водночас у ній відчувається сила майбутнього гіганта.
Проект Невідомого був схвалений міською владою на чолі з мером Одеси Едуардом Гурвіцем . «Я отримав офіційне замовлення та почав працювати. — розповідав автор. — На скульптурну роботу п'ятиметрової висоти мені відпустили гігантську суму, але через інфляцію ці гроші перетворилися на ніщо. Можна вважати, що я зробив „Золоте дитя“ безкоштовно, як мій дар Одесі» . Спільно з Ернстом Невідомим над скульптурною композицією працював одеський скульптор Михайло Рева . Елементами композиції були монети та «вітеру» — за проектом Невідомої скульптури дитини мали оточувати «чотири вітри». Ці вітри були виконані Михайлом Ревою у формі бронзових медальйонів, встановлених біля основи пам'ятника .
Гіпсову модель пам'ятника частинами перевезли зі студії скульптора в Нью-Йорку океанським судном до Одеси. З Одеси доставили до Києва, де на заводі «Монументскульптура» за гіпсовими формами було відлито бронзові деталі, які були зібрані в єдине ціле та встановлені на Одеському морському вокзалі. Відкриття пам'ятника було присвячене 50-річчю перемоги у Великій вітчизняній війні — пам'ятник було урочисто відкрито 9 травня 1995 року. На відкритті був присутній сам автор монумента. Чотирьохметрова фігура хлопчика стала найбільшою у світі фігурою немовляти .